# Liste d'artistes d'Italo disco
Cet article présente une liste d'artistes d'Italo disco, classés par ordre alphabétique.

## Liste
- Baltimora[1],[2],[3]
- La Bionda[2],[4]
- Dora Carofiglio[5]
- Nadia Cassini[1]
- Angela Cavagna[1]
- Pino D'Angiò[4]
- Valerie Dore[6],[7]
- Fancy[8]
- The Flirts[9]
- Gazebo[1],[2],[6],[10],[11]
- Den Harrow[1],[7],[8],[10],[12]
- Tom Hooker[13]
- Kano[10],[14]
- Severo Lombardoni[15],[16]
- Ken Laszlo[8],[12]
- Mike Mareen[17]
- Martinelli[18]
- Sandy Marton[1],[11]
- Miko Mission[8],[19]
- Albert One[1]
- Moon Ray[3]
- Giorgio Moroder[11]
- My Mine[11]
- P. Lion[6],[20]
- Alba Parietti[1]
- Ryan Paris[21]
- Pink Project[22]
- Silver Pozzoli[2]
- Radiorama[23]
- Raf[10],[11]
- Righeira[1]
- Sabrina[1],[7],[10],[11]
- Savage[2]
- Scotch[8],[24]
- Claudio Simonetti (années 1980)[25]
- Gino Soccio[26]
- Spagna[2],[27]
- Simona Zanini[7]